# Simon Kuznets
Simon Smith Kuznets (30. dubna 1901 Pinsk – 8. července 1985 Cambridge) byl rusko-americký ekonom, statistik, demograf a ekonomický historik, oceněný v roce 1971 Nobelovou cenou za ekonomii za „empiricky podloženou interpretaci ekonomického růstu, vedoucí k novému a hlubšímu pochopení ekonomických a společenských struktur a procesů rozvoje“.

## Životopis
Narodil se roku 1901 v rodině židovského[zdroj⁠?!] kožešníka v Pinsku, v tehdejším Ruském impériu (nyní Bělorusko). Začátkem první světové války se rodina přestěhovala do Charkova (dnešní Ukrajina), kde Simon Kuznets docházel na veřejnou školu a poté studoval ekonomii na zdejší univerzitě. Když vedla ruská revoluce k občanské válce, rodina odcestovala nejprve do Turecka a v roce 1922 do USA. Studoval na Kolumbijské univerzitě, v roce 1923 získal bakalářský titul a v roce 1926 titul Ph.D. Svou dizertační práci věnoval fluktuacím ve velkoobchodě a maloobchodě, včetně ekonomického měření a cyklických změn ekonomické aktivity.
Po získání doktorátu pracoval v Národním úřadě pro ekonomický výzkum. V letech 1930–1936 působil na Pensylvánské univerzitě jako profesor na částečný úvazek a v letech 1936–1954 jako profesor ekonomie a statistiky. V roce 1954 přešel na Univerzitě Johnse Hopkinse, kde působil do roku 1960 jako profesor politické ekonomie. Od roku 1960 do svého odchodu do důchodu v roce 1971 Kuznets vyučoval ekonomii na Harvardově univerzitě.
V roce 1949 se stal prezidentem Americké statistické asociace, v roce 1953 prezidentem Americké ekonomické asociace a v roce 1971 získal Nobelovu cenu za ekonomii.